# Sárga tárnics
A sárga tárnics (Gentiana lutea) a tárnicsvirágúak (Gentianales) rendjébe, ezen belül a tárnicsfélék (Gentianaceae) családjába tartozó faj.

## Előfordulása
Elterjedési területe Közép- és Dél-Európa hegyvidékei. Az Alpokban főleg a nyugati és a középső területeken található meg. Keleten, Románia, Moldova, Ukrajna, de még Törökország területein is vannak őshonos állományai. Régebben kifejezetten gyakori volt, de ma már számos helyen teljesen kipusztult.

## Alfajok, változatok
- Gentiana lutea subsp. lutea
- Gentiana lutea subsp. montserratii (Vivant ex Greuter) Romo
- Gentiana lutea subsp. symphyandra (Murb.) Hayek
- Gentiana lutea var. aurantiaca (M.Laínz) M.Laínz

## Megjelenése
A sárga tárnics a hegyvidékek jellegzetes robusztus termetű, 50-140 centiméter magas, kopasz, évelő növénye. Karvastagságú, répaszerű, kissé elágazó gyöktörzse 1 méter hosszúra is megnőhet, gyökérágakban folytatódik, gyökerei keserű ízűek. Felálló, egyszerű szára üreges. Levelei keresztben átellenesen állnak, nagyok, hosszúságuk a 30 centimétert, szélességük a 15 centimétert is elérheti. A levelek széles lándzsásak vagy elliptikusak, kékeszöldek, ívesen futó erőteljes oldalerekkel. A felsők ülők, az alsók rövid nyelűek. A hosszú kocsányú, 3-10 tagú virágok csomókban (álörvökben) nyílnak a hajtásvégeken és a felső, csésze alakúan behajló levelek hónaljában. A 2-6 fogú csésze hártyás, sárga, egyik oldalán az aljáig felhasított. A párta széles tölcsér alakú, csaknem tövig 5-6 cimpára szeldelt, cimpái keskenyek, hegyesek, aranysárga színűek, 25-35 milliméter hosszúak. A porzószálak szabadok, a bibe felnyílás után visszacsavarodik. Toktermése 40-60 milliméter hosszú, a magvak szárnyaltak.

## Életmódja
Élőhelye a hegyvidéki öv völgyeitől 2500 méter magasságig terjed. Túlnyomórészt mély rétegű, meszes, ritkábban gyengén savanyú talajokon nő. Réteken, trágyázatlan kaszálókon, magaskórós társulásokban, törmelékes lejtőkön, törpefenyvesekben és havasi égercserjésekben található meg.
A virágzási ideje júniustól augusztus végéig tart. A növény igen lassan fejlődik, csak mintegy 10 év múlva kezd virágozni. Nem háborgatott termőhelyein akár 40-60 éves kort is megérhet.

## Gyógyhatása
A sárga tárnicsban lévő bioaktív anyagok kis mennyiségben serkentőleg hatnak a reflexszerű nyál-és gyomornedv-elválasztásra. Mindezt az az egyszerű tény is igazolja, hogy ha a gyökeret szétmorzsolja, megindul a nyálképződése, és az étvágya is megjön.

## Felhasználása
Serkentő hatású, keserű növény, amelyet gyomorbántalmak, renyhe emésztés és étvágytalanság esetén használnak. Étvágygerjesztő hatása miatt régóta az aperitif likőrök alkotórésze.

## Figyelmeztetés
Jóllehet a sárga tárnics ártalmatlan növény, esetenként az arra érzékenyeknél fejfájást okozhat. Ellenjavallt gyomor- és nyombélfekély esetén. Mivel könnyen összetéveszthető a fehér zászpával (Veratrum album), a begyűjtést szakemberre kell bízni, ugyanis a fehér zászpa mérgező!

## Hibridjei
- Gentiana × charpentieri Thom. ex Hegetschw. = Gentiana lutea × Gentiana punctata L.
- Gentiana × hybrida Schleich. ex DC. = Gentiana lutea × Gentiana purpurea L.
- Gentiana × laengstii Hausm. = Gentiana lutea × Gentiana pannonica L.
- Gentiana × media Arv.-Touv. = Gentiana burseri Lapeyr. × Gentiana lutea

## Képek

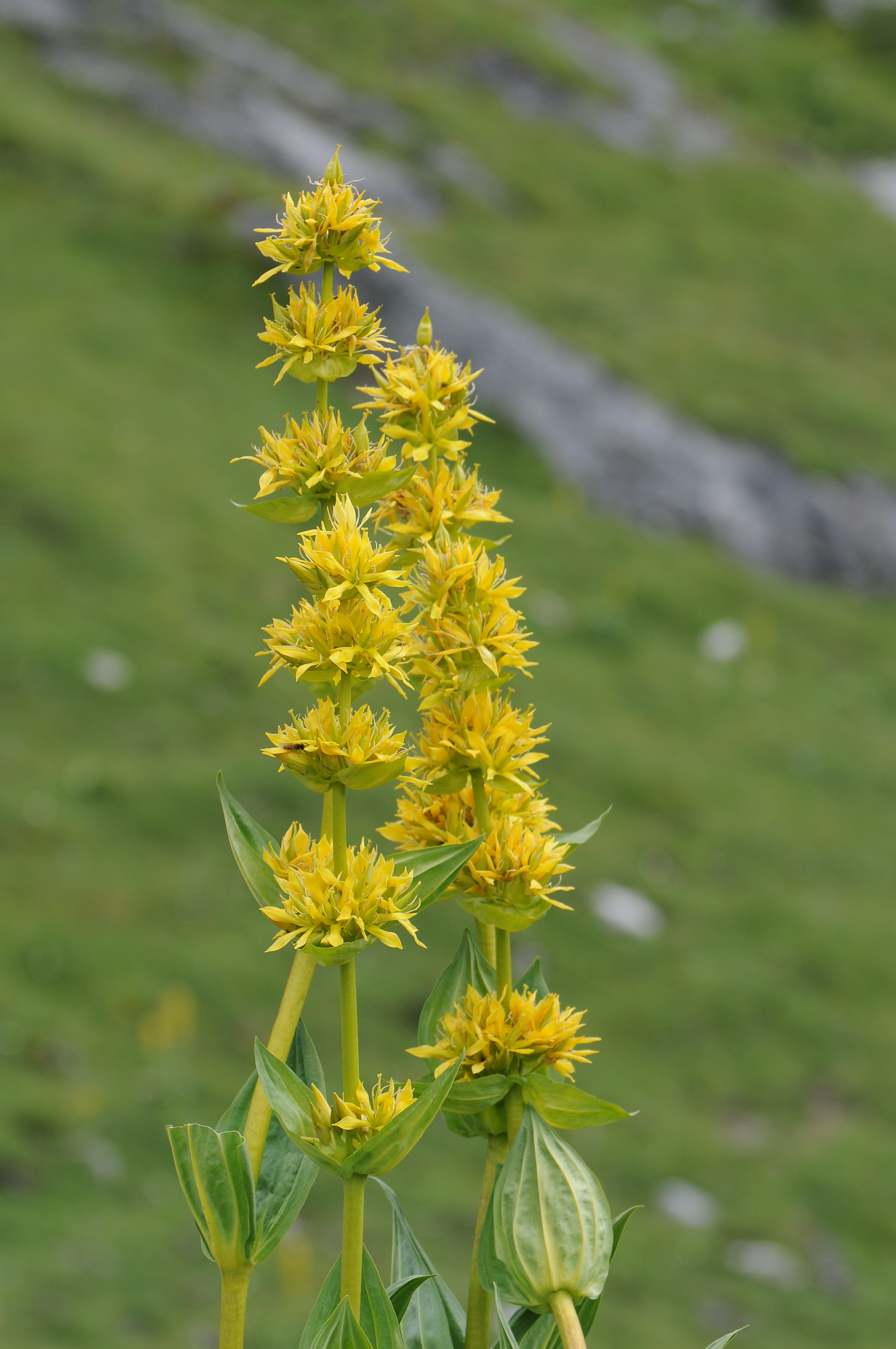
a
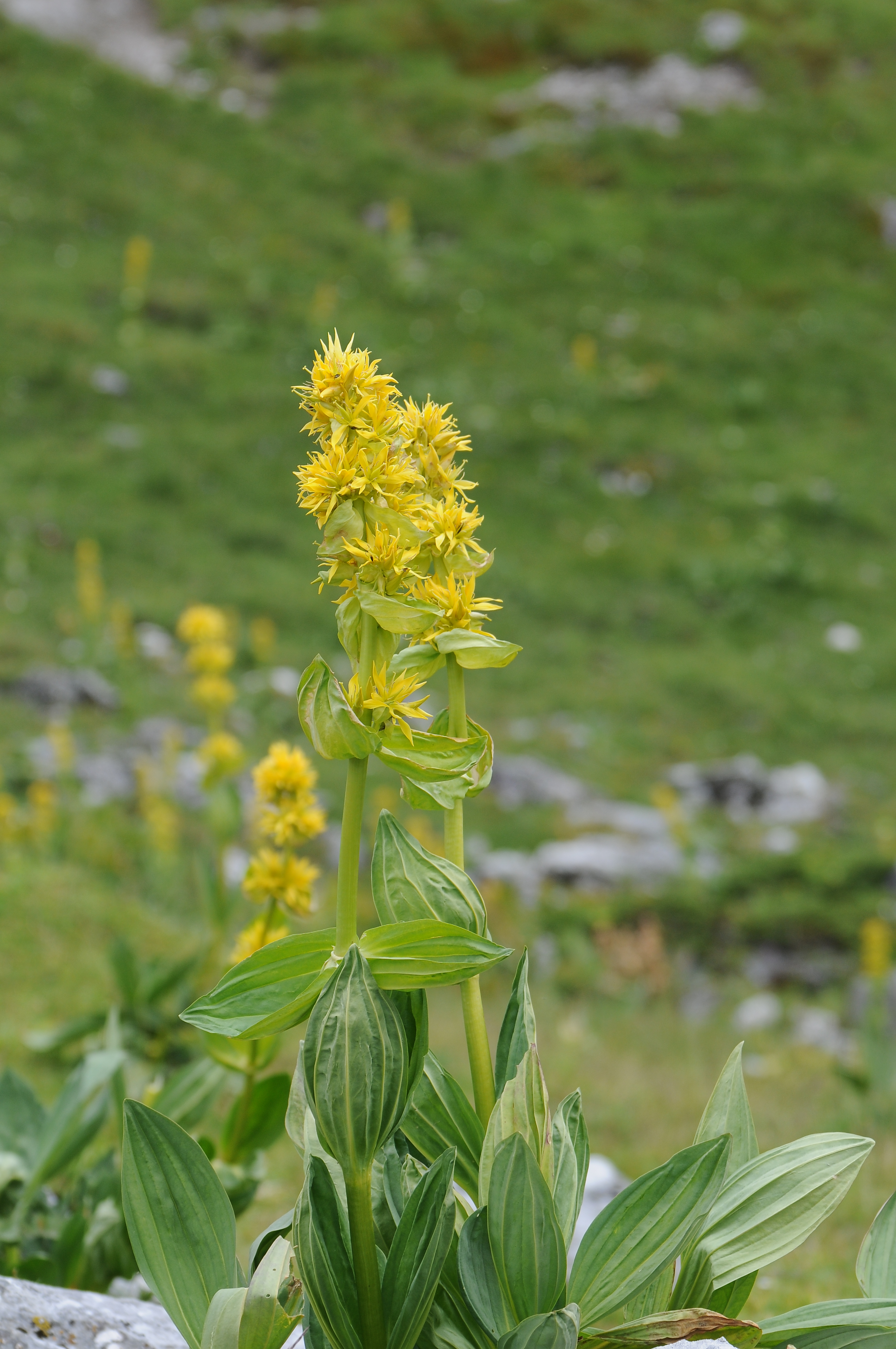
növény
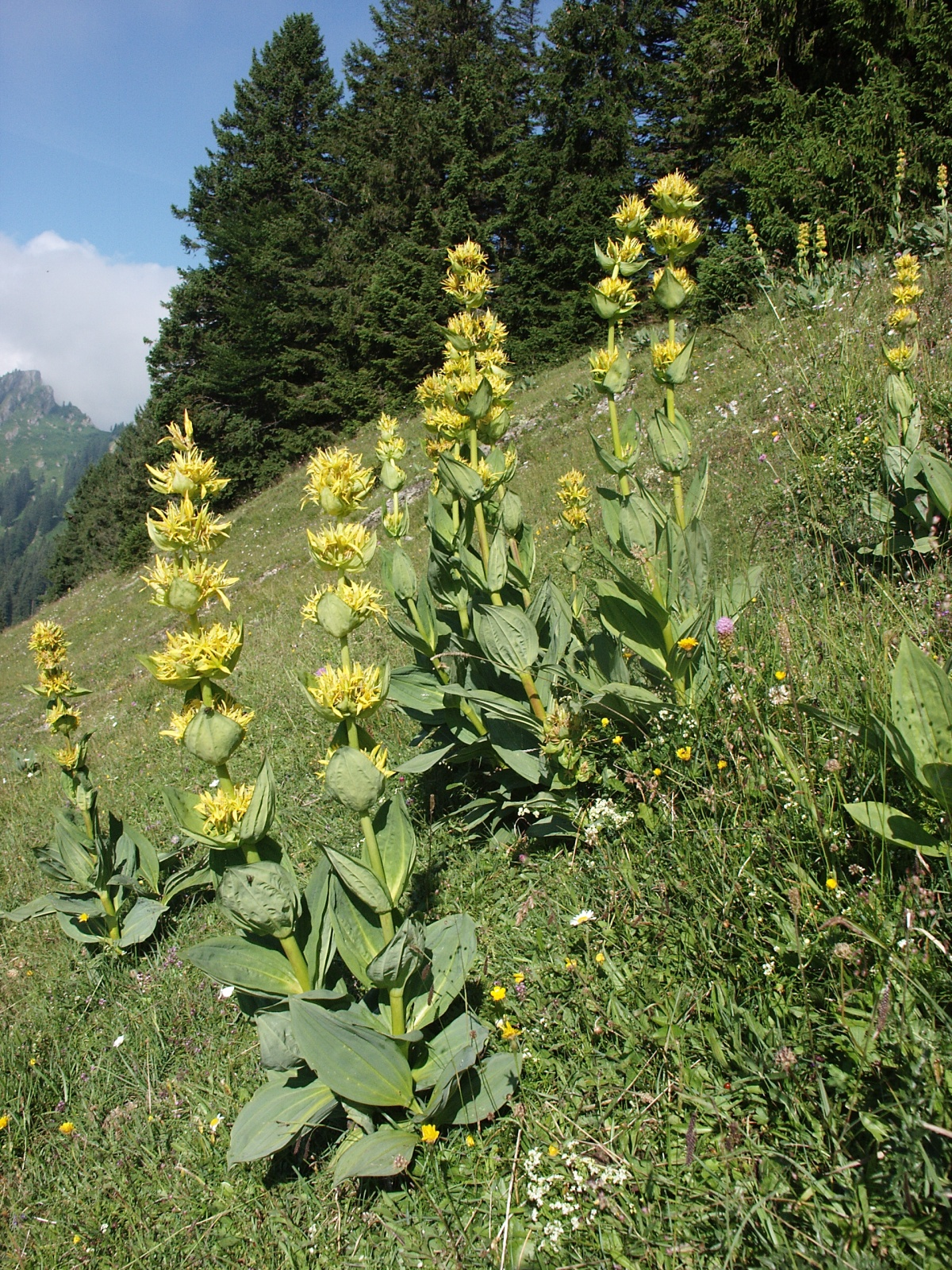
a természetes
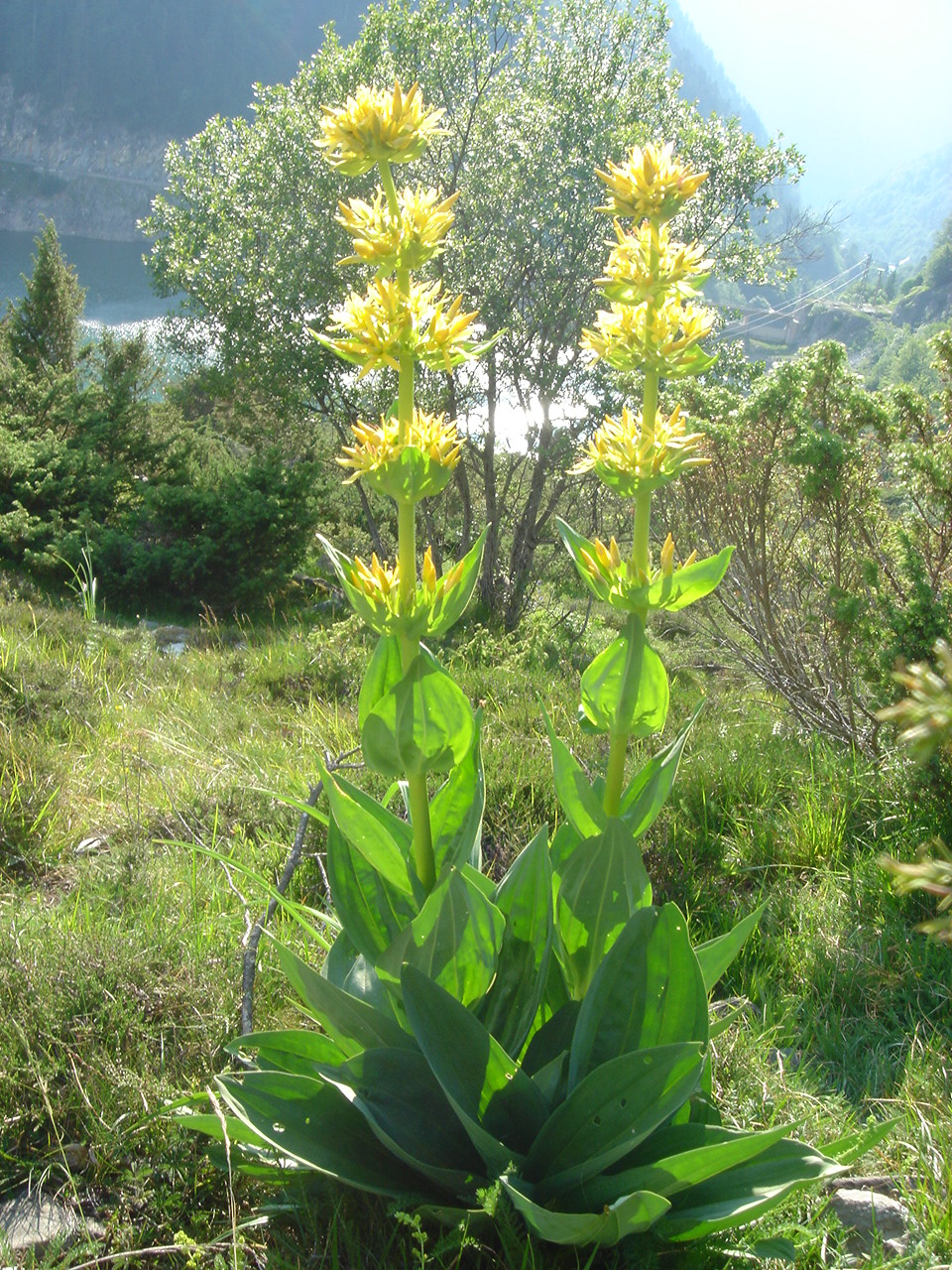
élőhelyén
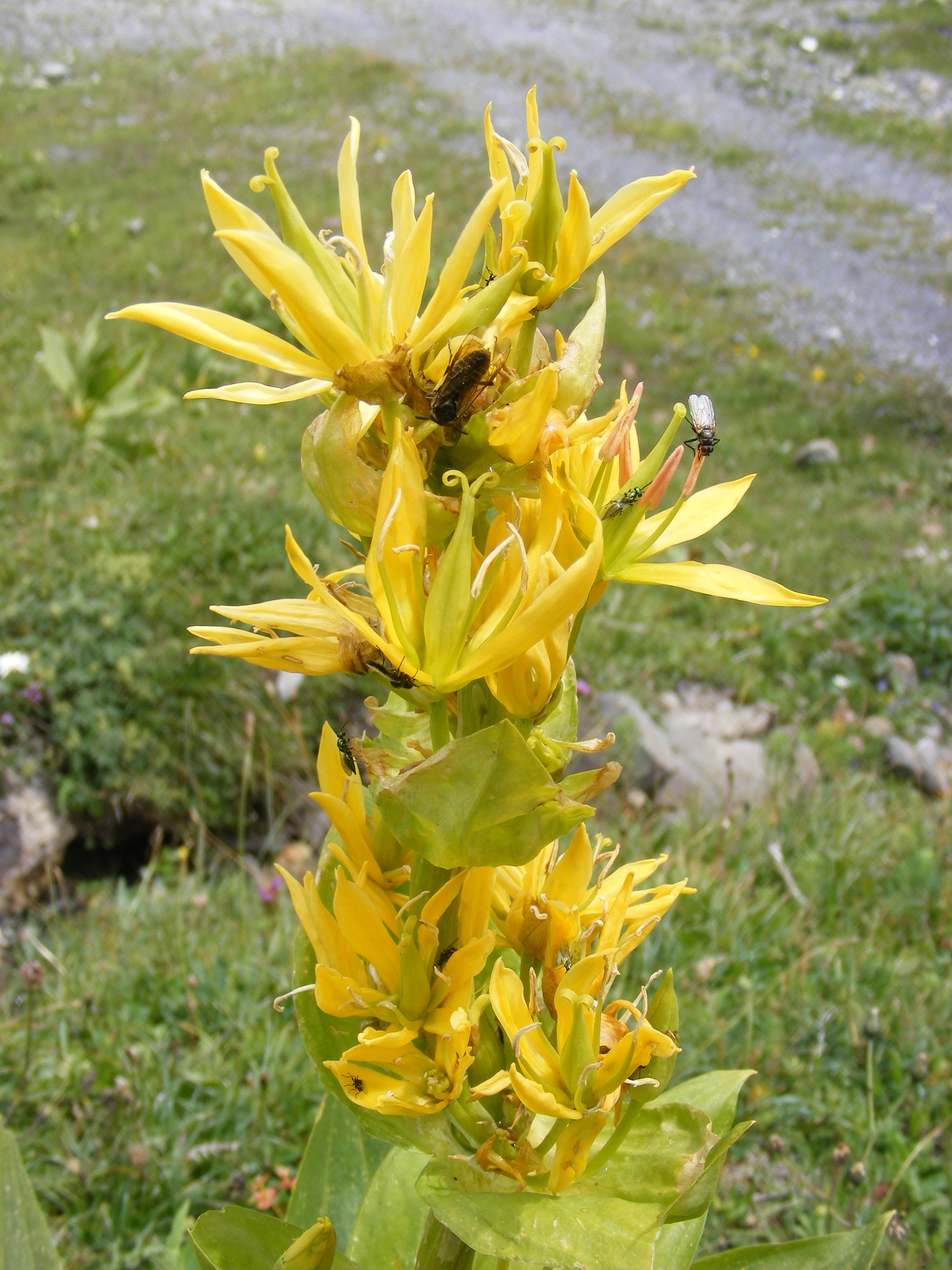
virágai
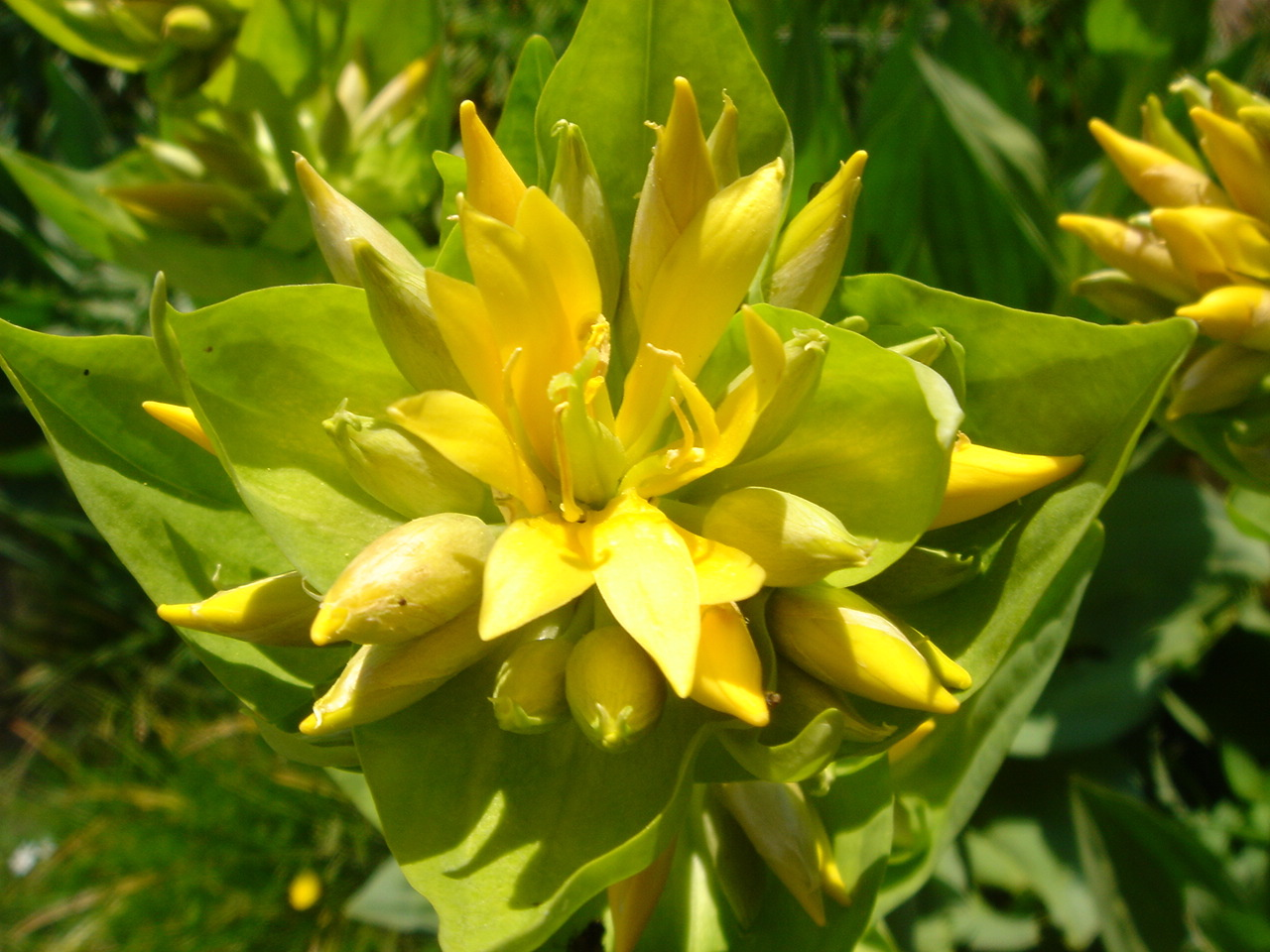
közelebbről
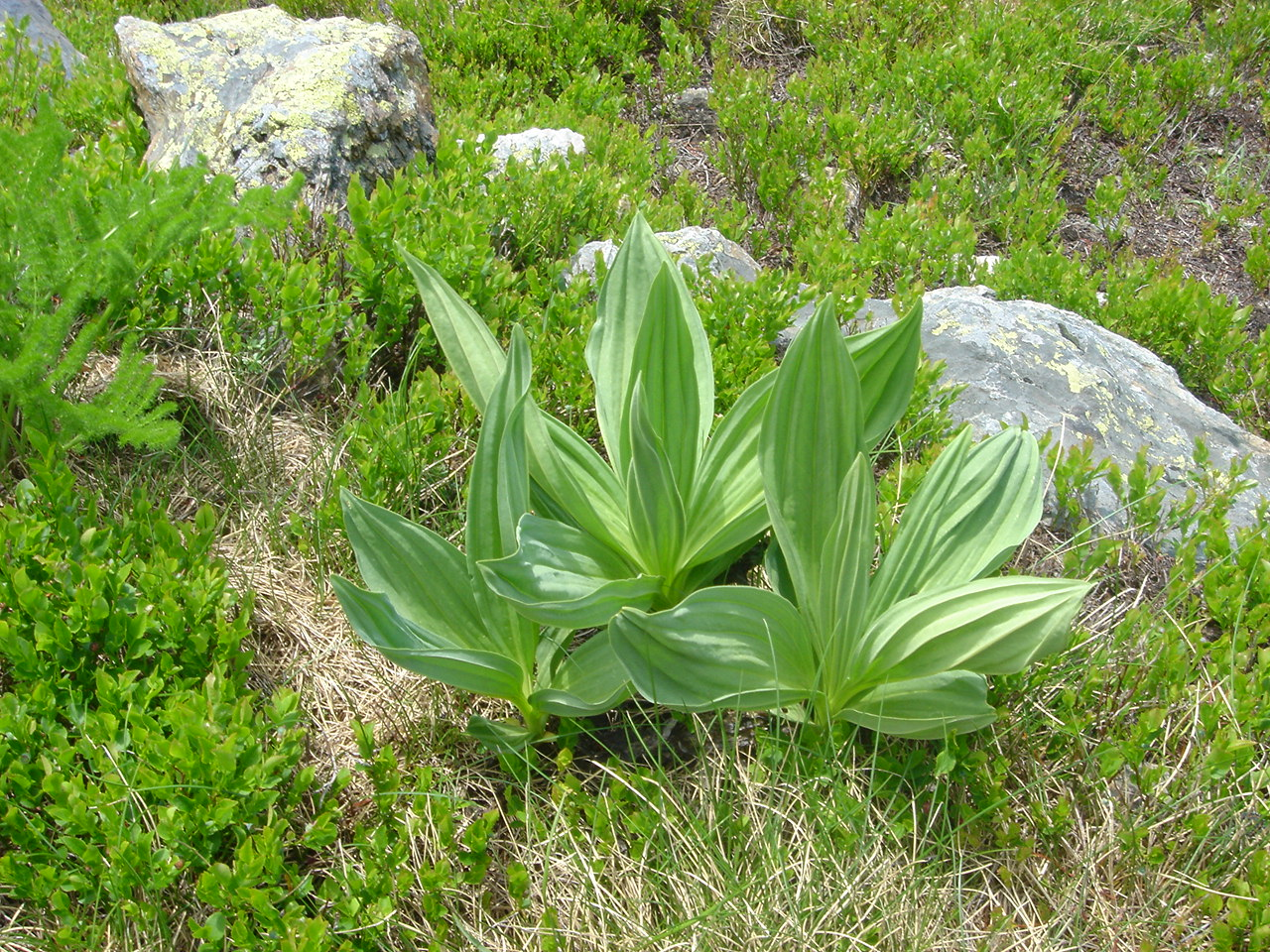
levelei
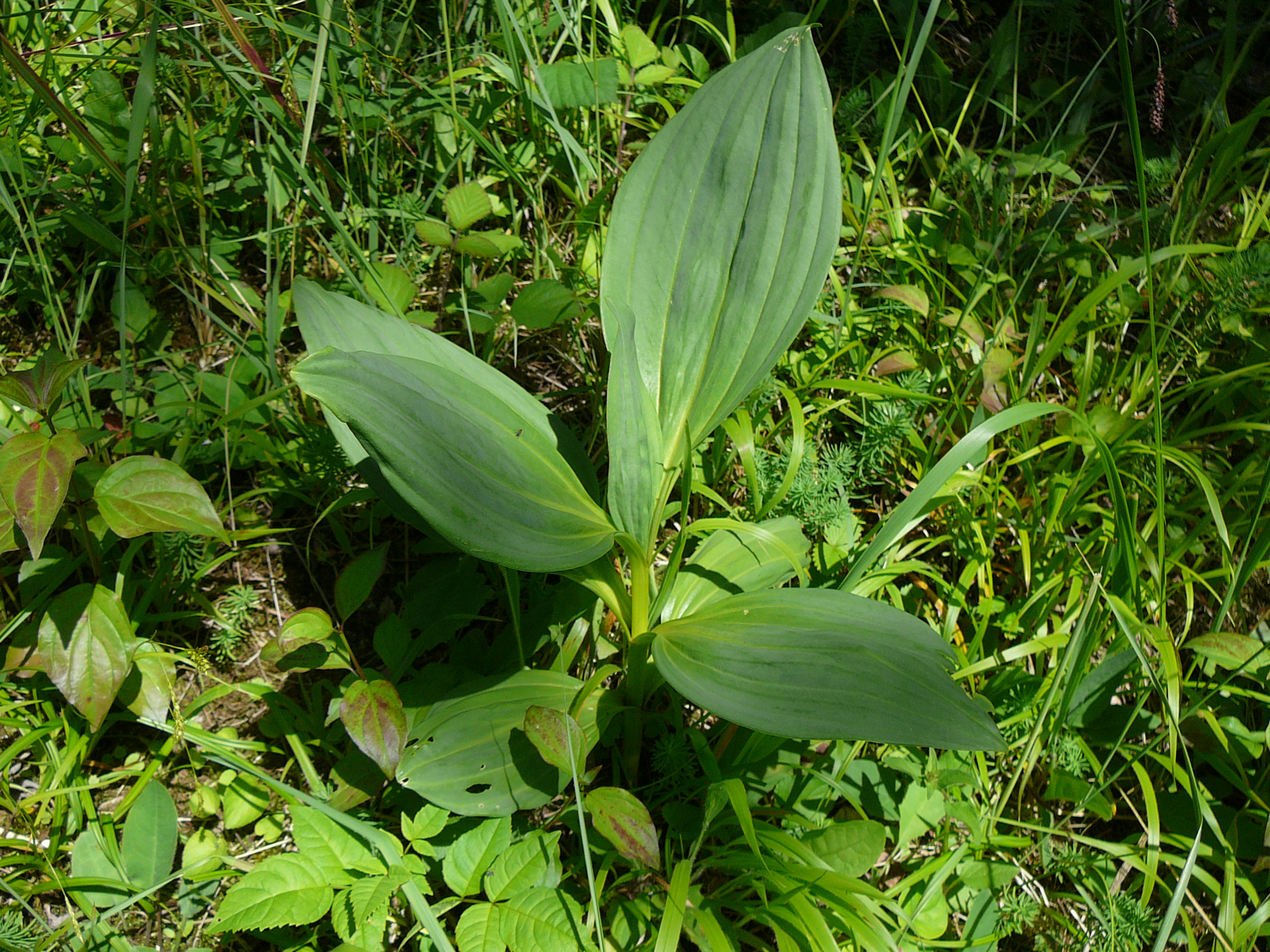
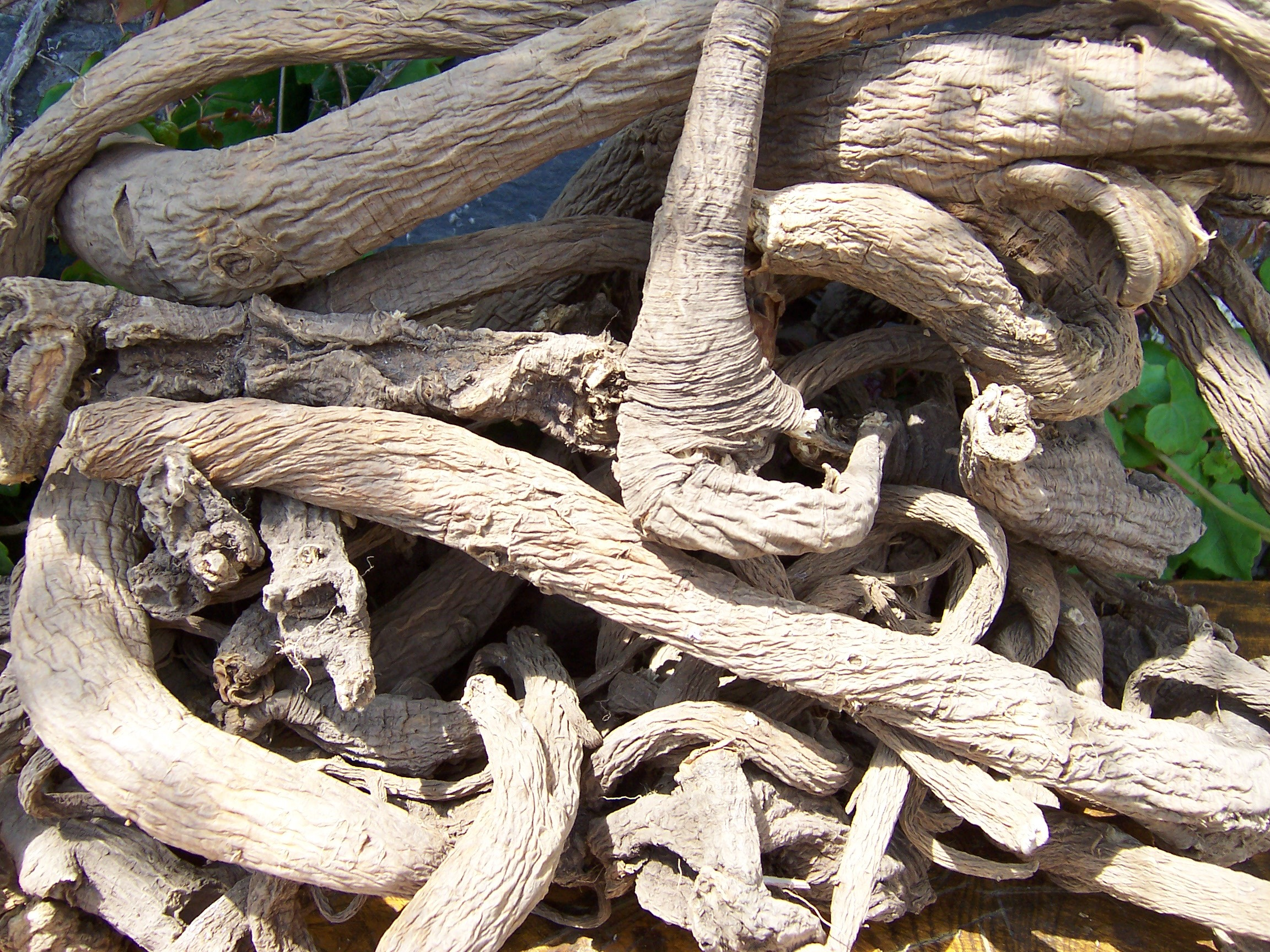
szárított gyökerei
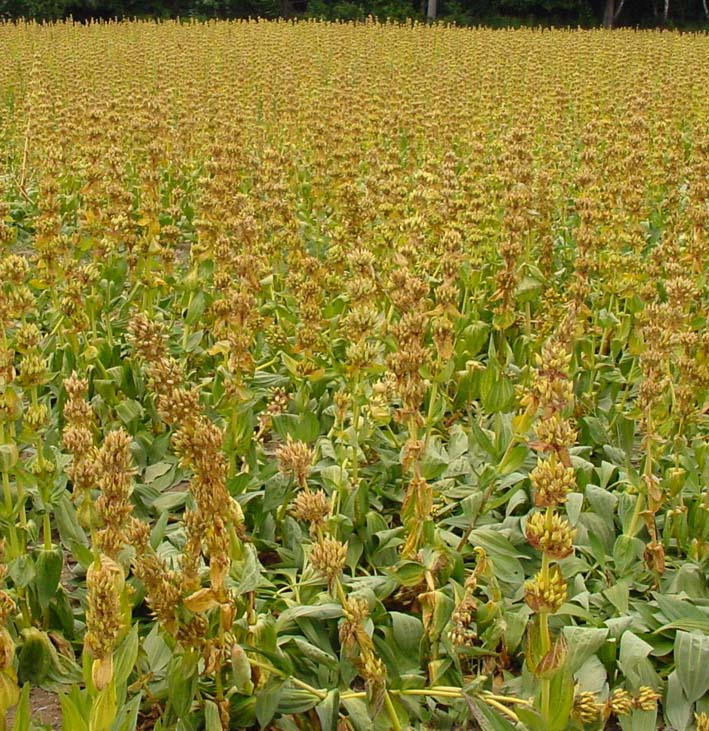
sárga tárnics „tenger”
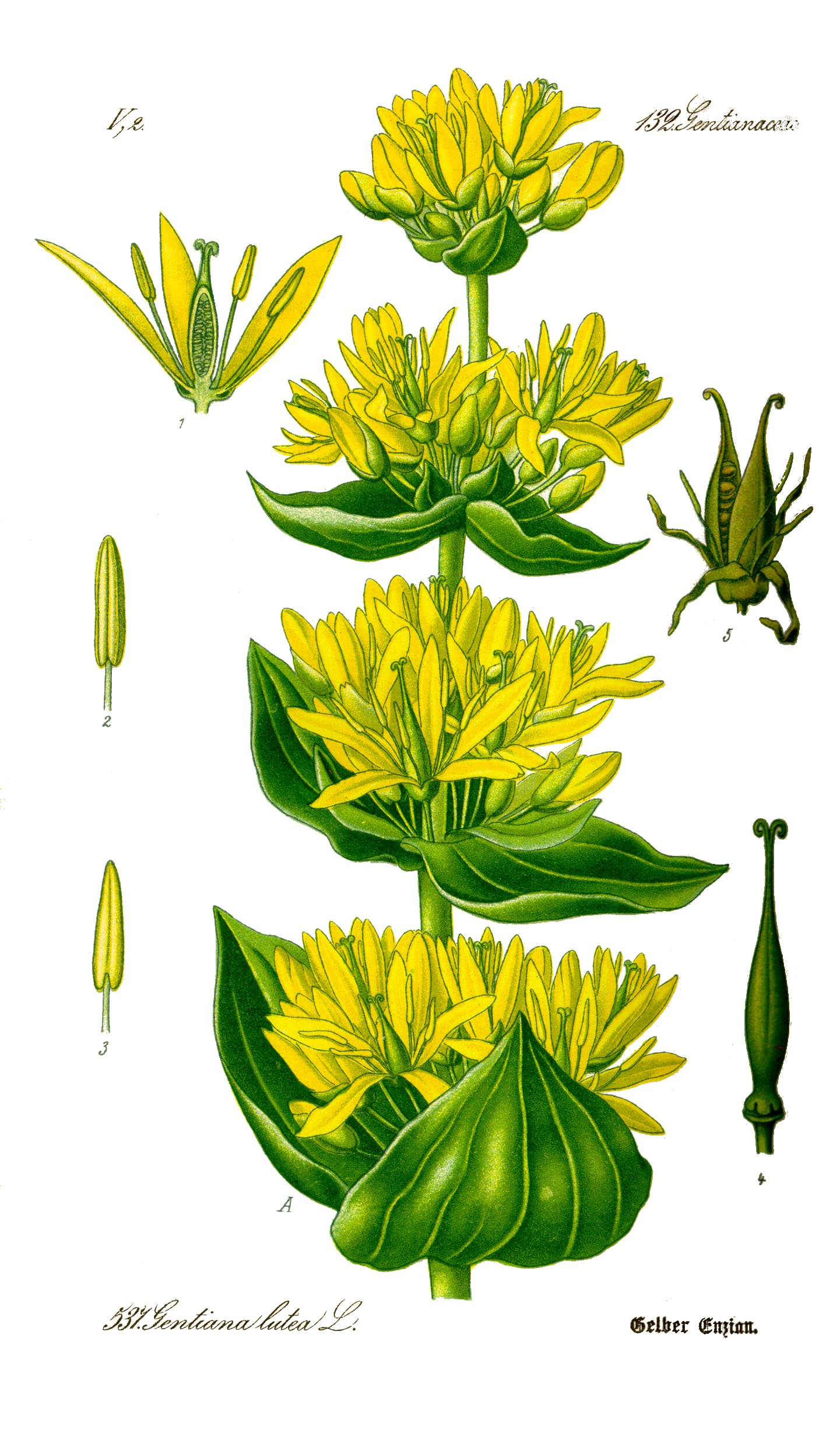
rajz a növényről